# Marwe
Marwe is een geslacht van hooiwagens uit de familie Sironidae.
De wetenschappelijke naam Marwe is voor het eerst geldig gepubliceerd door W. A. Shear in 1985. 

## Soorten
Marwe is monotypisch en omvat slechts de volgende soort:
- Marwe coarctata